# Mary-Joan Pennington
Mary-Joan Pennington (Franklin (Tennessee), Estados Unidos, 1960) es una nadadora estadounidense retirada especializada en pruebas de estilo mariposa, donde consiguió ser campeona mundial en 1978 en los 100 metros estilo mariposa.

## Carrera deportiva
En el Campeonato Mundial de Natación de 1978 celebrado en Berlín (Alemania), ganó la medalla de oro en los 100 metros estilo mariposa, con un tiempo de 1:00.20 segundos, por delante de la alemana Andrea Pollack  (plata con 1:00.26 segundos) y la canadiense Wendy Quirk  (bronce con 1:01.82 segundos); y también ganó la medalla de oro en los relevos de 4x100 metros estilos, nadando el largo de mariposa.